# 清海無上師
清海無上師（1951年5月12日—），俗名張蘭君（Hue Dang Trinh），生於越南，為越南華裔，1985年創立新興宗教觀音法門，許多其信徒及一般民眾見證其能跟上帝連線。她倡導護生與環保，弟子皆茹素並遵守五戒，宣導吃素對抗全球暖化，成立無上師電視台SMTV。

## 生平
1950年生於越南中部，在英國受教育，擔任義務護理人員以及紅十字會翻譯。後來清海無上師跟一位德國科學家結婚。1978年，清海無上師年約28歲，開始修行打坐，後來她跟先生分開，成為一位靈性領袖。
清海無上師擁有無上師網路電視台、清海無上師新聞雜誌、清海無上師世界會出版有限公司等相關企業。她還創立縮寫為「S.M.」（Supreme Master）的天衣品牌，並創公司出售自己設計的珠寶和服裝。
清海無上師成立全素餐廳「愛家」（Loving Hut），在歐洲、美洲、亞洲、非洲，和澳洲等地，已經開設了 200多間分店，號稱是全球最大的素食連鎖店。清海無上師曾表示，自己不靠信徒奉養，而是靠做生意賺錢，這些「愛家」餐廳，由散落全球各地的清海無上師信徒們負責經營。
《泰晤士報》形容Loving Hut是一間可以滿足各類型素食主義者的素食連鎖店，在美國專門評價餐館的網站Yelp上，美國網友們並不介意「愛家」餐廳內的宗教氛圍，多數人只是將「愛家」當作是一個快速又方便的素食選擇。

## 爭議
據《台灣壹週刊》報道，1996年清海因為被指控斂財而被中華民國政府調查，清海因而流亡柬埔寨。1997年，清海亦被指涉及美國總統比爾·克林頓的一宗非法政治獻金案。
1990年代，美國《時代雜誌》和《芝加哥論壇報》曾將清海無上師列為「邪教」，她在美國名稱為Celestia De Lamour，但《德國之聲》認為，清海無上師和一般邪教的做法不同，清海無上師不會要信徒和家人、朋友斷絕一切的牽連，信徒能免費參加講座，清海無上師並沒有向信徒騙錢。
20多年前，清海無上師在苗栗縣西湖鄉設立道場，警方曾在道場後方的人工山洞，找到離家出走的未成年少年。
清海無上師曾傳出創辦無上師國際公司販售珠寶，捲入吸金疑雲，她的道場建物也有違建的疑慮，曾遭苗栗縣政府強制拆除，而沉寂多年。
《台灣壹週刊》的報道亦表示，2007年，清海在觀音法門位處苗栗縣西湖鄉的道場主持為期五天的國際禪，一萬多名信眾參加了該次禪修，每位參與禪修的信徒都需要繳交新台幣5000元的活動費。
2019年9月29日，清海無上師在苗栗的火炎山共修場，傳出信徒駕駛堆高機翻覆，意外壓死另一名的工安意外事件。有民眾向蘋果日報爆料，當時共修工作人員第一時間未打119，反而告知必須先請示上師意見，導致急救延誤，信徒不治身亡。但清海無上師工作人員表示該死者胸腔凹陷，頭顱破碎，當場死亡，無延誤送醫。

## 外部連結
- 無上師電視台 （页面存档备份，存于）
- Supreme Master Television APP(Android版) （页面存档备份，存于）
- Supreme Master Television APP(ios版)  （页面存档备份，存于）
- Loving Hut Taiwan 愛家國際餐飲(台灣) - 愛家蔬食餐廳 及 愛家康養素食工廠 （页面存档备份，存于）